# Altor
Altor Equity Partners AB är ett riskkapitalbolag med över 100 anställda och kontor i Stockholm, Oslo, Köpenhamn, Helsingfors, Zürich och St. Helier. Företaget grundades 2003 av bland andra Harald Mix och Fredrik Strömholm och investerar genom hittills (2019) fem fonder främst i medelstora företag i Norden och DACH. I Altors portfölj finns 50-talet företag som oftast samägs med de ursprungliga ägarna.
Altors fonder innefattar ett totalt kapital på 8,3 miljarder Euro, som används till att förvärva och utveckla bolag. De tre första fonderna är placerade på Jersey och den fjärde och femte fonden placerades i Sverige. Det gjorde Altor till det första större riskkapitalbolaget med en svenskbaserad fond. 
Investerarna i Altors fonder består främst av stiftelser, fondbolag ("fonder i fonder"), pensionsfonder och försäkringsfonder. Mer än tre fjärdedelar av kapitalet kommer från investerare utanför Norden, över 40 procent från USA.
Företaget är en av medlemmarna, benämnda Partners, i Handelshögskolan i Stockholms partnerprogram för företag som bidrar finansiellt till högskolan och nära samarbetar med den vad gäller forskning och utbildning.

## Bolag som helt eller delvis ägs eller har ägts av Altor
- Ålö AB
- Apotek Hjärtat (2009–2014)
- AGR
- Bokoredo AB
- Byggmax
- Carnegie Asset Management
- Carnegie Investment Bank
- Constructor
- CTEK
- Curato AS
- Dustin
- Dynapac
- Enhanced drilling
- EWOS
- Ferrosan
- Haarslev
- Hamlet protein
- Helly Hansen
- Health & Fitness Nordics
- Lindorff
- Ludvig & Co (tidigare LRF Konsult)
- Max Matthiessen
- Meltwater
- Navico
- Nimbus Boats
- ONE Nordic AB
- OW Bunker (35 procent vid dess konkurs 2014, 2007–2014 helägt)
- OX2
- PaloDEx
- Papyrus
- Q-MATIC[3]
- Relacom
- Transcom
- Trioplast
- Ving
- Wrist Ship Supply
- XXL
- Åkers Group